# 244 v.Chr.

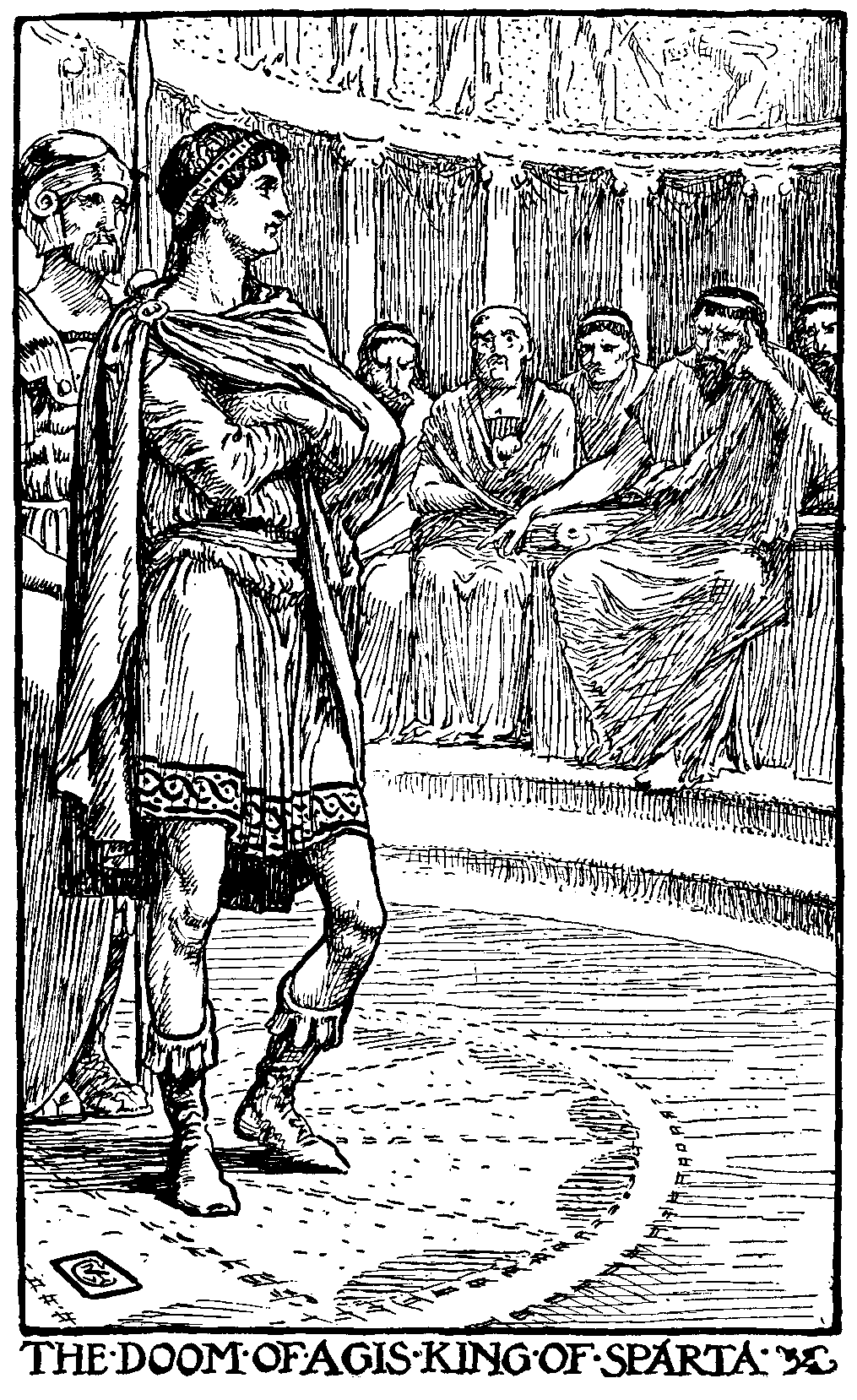
Koning Agis IV (r. 244 - 241 v.Chr.)

Het jaar 244 v.Chr. is een jaartal volgens de christelijke jaartelling.

## Gebeurtenissen

### Griekenland
- Agis IV (r. 244 - 241 v.Chr.) uit het huis der Eurypontiden wordt koning van Sparta.

### Perzië
- Ptolemaeus III Euergetes bereikt met zijn Egyptische expeditieleger Bactrië in het Seleucidenrijk.

### Italië
- Hamilcar Barkas vestigt het Carthaagse leger bij Erice aan de voet van de Monte San Giuliano.

## Overleden
- Eudamidas II, koning van Sparta